# Anders Düben
Anders Düben (ook wel Andreas Düben, Leipzig, 1597 of 1598 - Stockholm, 7 juli 1662) was een in Duitsland geboren Zweeds kapelmeester, organist en componist.

## Carrière
In 1609 schreef hij zich in bij de universiteit van Leipzig, maar het is onbekend of hij daar ook echt studeerde. Daarna, van 1614 tot 1620, studeerde hij bij Jan Pieterszoon Sweelinck in Amsterdam. In 1620 reisde hij samen met een aantal anderen Duitse musici af naar Stockholm om bij de bruiloft van koning Gustaaf II Adolf en Maria Eleonora te spelen.
Vanaf de zomer van 1620 was hij lid van de Zweedse hofkapel, eerst als hoforganist. In 1625 werd hij organist in de Tyska kyrkan. Toen de toenmalige kapelmeester Ludwick Billes in 1640 overleed werd hij kapelmeester van de hofkapel. In 1649 of 1650 werd hij ook nog organist in de Storkyrkan omdat zijn broer Martin Düben, die daar toen organist was, was overleden. Hij beoefende alle drie de functies tot aan zijn dood op 7 juli 1662.

## Persoonlijk
Düben werd waarschijnlijk in 1597 of 1598 geboren in Leipzig. Zijn vader was Andreas Düben, de organist in de Thomaskirche van 1595 tot 1625. Zijn moeder was Elisabeth Bessler, de dochter van Marten Bessler. Anders trouwde rond 1625 met Anna Maria Gabrielen, de kamenier van de koningin Maria Eleonora van Brandenburg.
Het echtpaar kreeg ongeveer tien kinderen, waaronder Gustaf Düben, de opvolger van Anders Düben als organist van de Tyska kyrkan en kapelmeester.

## Werken
Een incompleet overzicht van de werken van Anders Düben.

### Geestelijke werken
- Pugna triumphalis
- Miserere

### Orgelcomposities
- Prelude in a-mineur
- Wo Gott der Herr nicht bei uns hält
- Allein Gott in der Höh sei Ehr

1. Variatio
2. Variatio
3. Variatio (gecomponeerd door Martin Düben)

### Overig
- Ongeveer 20 dansen voor bij het hof van koningin Christina